# Frieden von Gisors 1188
Der Frieden von Gisors vom 21. Januar 1188 war ein Vertrag zwischen dem französischen König Philipp II. August und dem englischen König Heinrich II.
Mit diesem Vertrag wurde ein Feldzug aus dem Jahr 1187 beendet; Heinrich II. erkannte durch seine Unterschrift den Verlust des Berry an. Der Vertrag wurde in Gisors geschlossen, das auf der Grenze zwischen dem französischen und dem normannischen Vexin liegt und somit auf der damaligen Grenze der Herrschaftsgebiete Philipps und Heinrichs.